# Pinnacle Bank Arena
La Pinnacle Bank Arena est une arène multi-sport situé à Lincoln, dans le Nebraska. Elle appartient à la ville de Lincoln et sert pour le basket-ball essentiellement. Les locataires sont les Cornhuskers du Nebraska de l'université du Nebraska–Lincoln. 

## Histoire
Le 6 décembre 2011 est signé un partenariat avec la Pinnacle Bank. La salle prend le nom de Pinnacle Bank Arena, appliquant un naming de 25 ans.

## Galerie

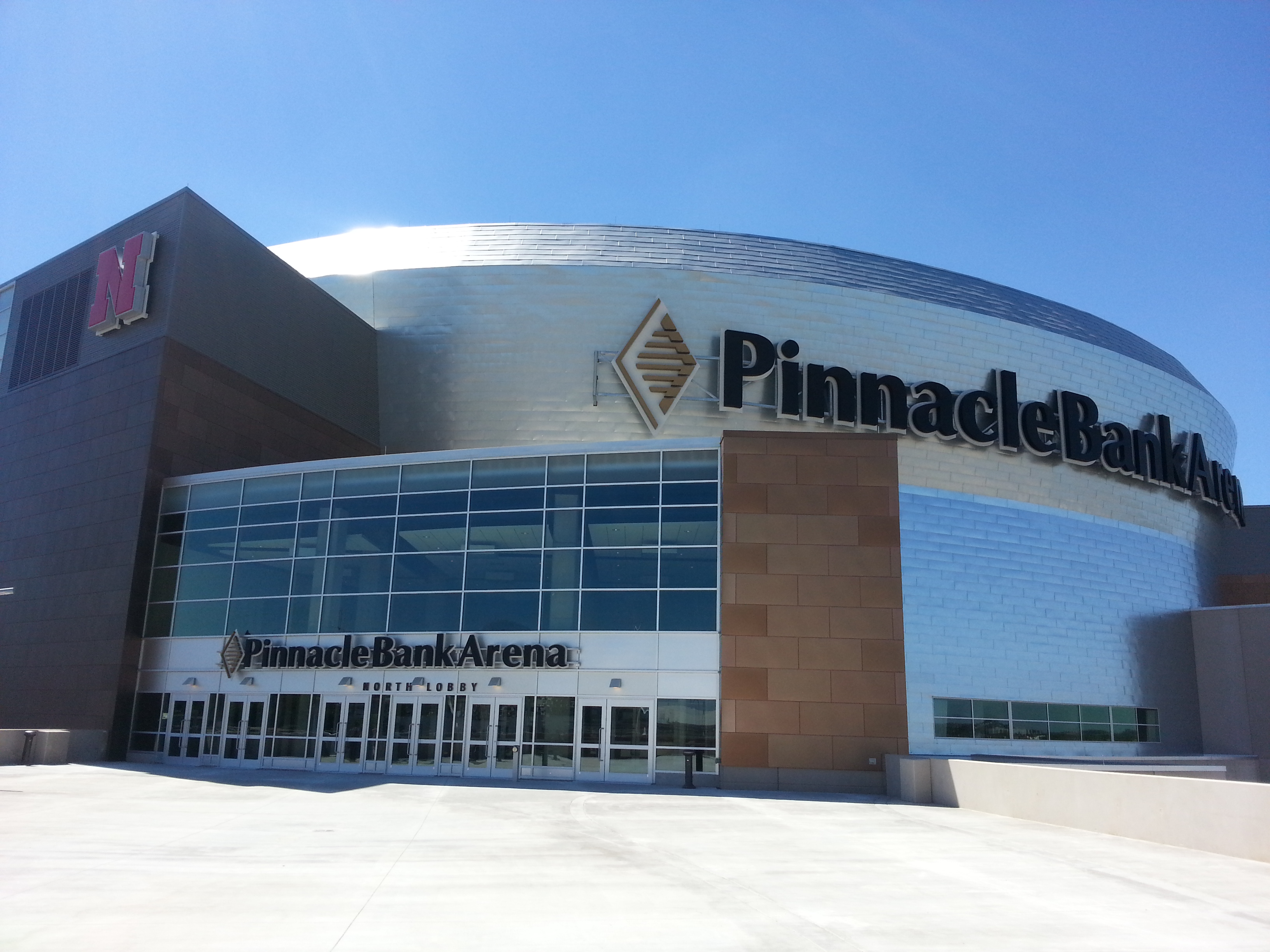
Entrée de l'arène
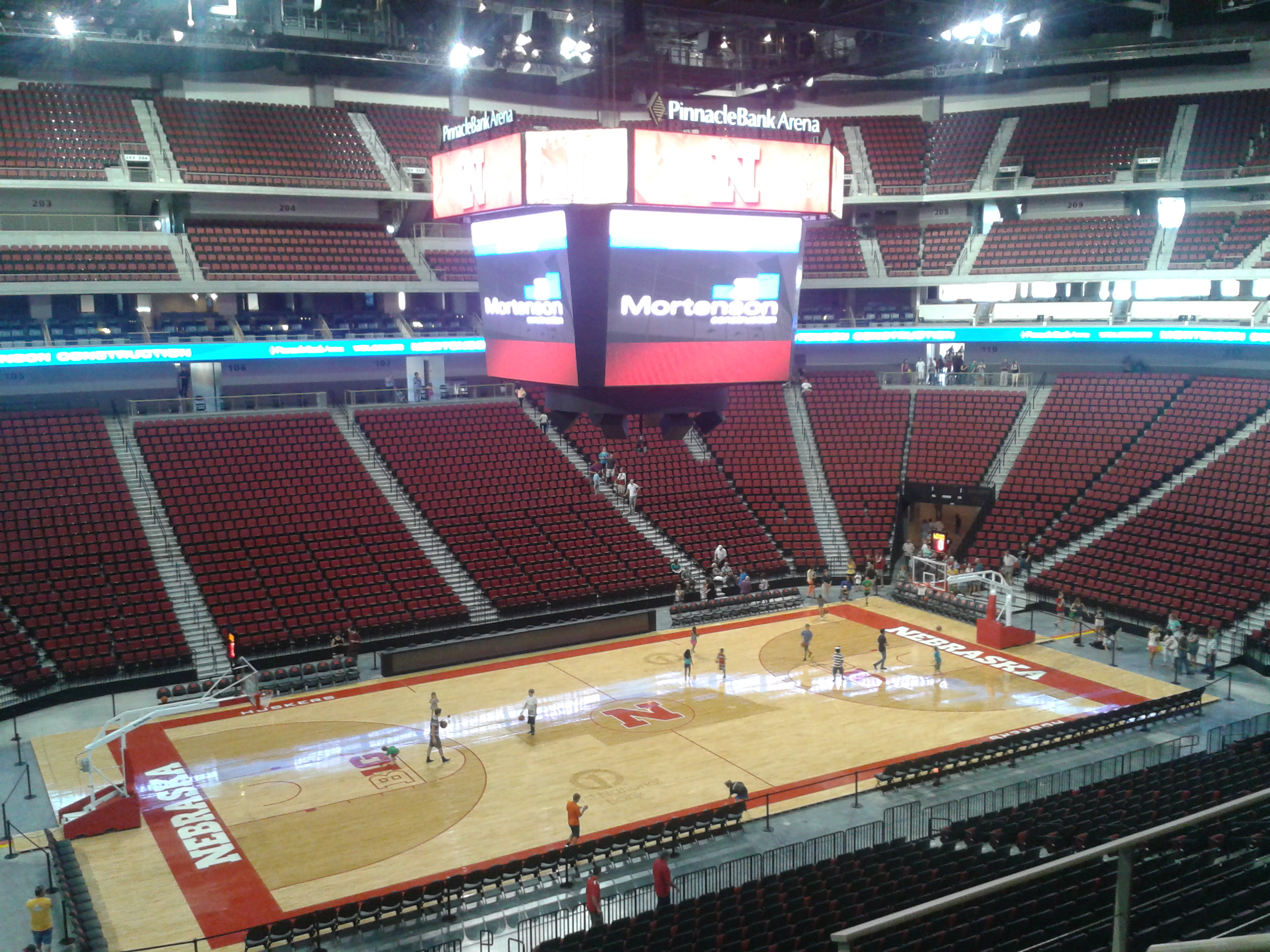
Intérieur de l'arène